# Addnode Group
Addnode Group AB är ett internationellt bolag som förvärvar, driver och utvecklar bolag som digitaliserar samhället. Addnode Group är leverantör av programvaror och tjänster för design, konstruktion, produktdatainformation och fastighetsförvaltning. Bolaget har fler än 2 700 medarbetare och består av ett 20-tal bolag med geografisk närvaro i 24 länder och fyra världsdelar. Nettoomsättningen uppgick till 6,225 miljarder svenska kronor under 2022 .

## Historik
Addnode Group grundades 2003, då som dotterbolag inom Bonnierkoncernen. Bolagets aktie är noterad på Nasdaq Stockholm (Stockholmsbörsen).
Verksamheten bedrivs i de tre divisionerna Design Management, Product Lifecycle Management och Process Management, bestående av ett 20-tal dotterbolag. Bland de större dotterbolagen finns Symetri, TECHNIA, Sokigo, Ida Infront och Decerno.
Huvudkontoret ligger i Stockholm, koncernen är dessutom verksam i bland annat Storbritannien, Indien, Tyskland, Norge, Finland, USA, Danmark, Nederländerna och Frankrike.

## Divisioner
- Design Management: Divisionen är leverantör av digitala lösningar och tjänster för design, BIM och produktdata till arkitekter och ingenjörer i bygg- och tillverkningsindustrin. Divisionen arbetar även med projektsamarbeten och fastighetsförvaltning i Norden och Storbritannien [4].

- Product Lifecycle Management: Divisionen är leverantör av digitala lösningar för digitalisering av produkter och anläggningar – från idé, design, simulering och konstruktion – till försäljning, eftermarknad och återvinning.[4].

- Process Management: Divisionen är leverantör av digitala lösningar för offentlig sektor, inom ärendehantering, administration och kvalitetssäkrade processer. Divisionen är verksam i Sverige och Norge [4].